# Baia (gmina w okręgu Tulcza)
Baia – gmina w Rumunii, w okręgu Tulcza. Obejmuje miejscowości Baia, Camena, Caugagia, Ceamurlia de Sus i Panduru. W 2011 roku liczyła 4758 mieszkańców.